# Список циркових інцидентів, пов'язаних з тваринами
 У цьому списку наведено неповний перелік інцидентів за участю тварин, що виникали в різні роки у цирках світу. Окремою таблицею виділено інциденти, що мали місце в різноманітних державних утвореннях на території сучасної України.
За сучасними нормами, для циркових вистав використовуються лише ті тварини, які вилучені із дикої природи мінімум у третьому поколінні, тобто звиклі до людського оточення та не здатні жити в природних умовах. Втім, дедалі частіше цирки піддаються критиці захисниками тварин, що розкривають факти застосування жорстоких методів дресирування (побиття звірів, дресирування голодом тощо). Циркові дикі тварини перебувають у постійному стресі від переїздів та непритаманних їхній природі завдань, на кшталт стрибків через вогняне коло, катання на велосипедах та ковзанах тощо. Внаслідок стресів і моральних перенапружень тварини стають агресивними та непередбачуваними, що призводить до неприємних інцидентів, які нерідко завершуються смертями як безпосередніх учасників циркових вистав, так і глядачів.
Використання диких тварин у цирках заборонено в Австрії, Болівії, Боснії, Герцеговині, Перу, Ізраїлі, Великій Британії, Коста-Риці, Сінгапурі, Болгарії, а також в деяких частинах США, Бразилії, Хорватії та Бельгії.
Особливій критиці екологів та зоозахисників піддаються пересувні цирки, де тварини утримуються у набагато гірших умовах, ніж у стаціонарних цирках. У грудні 2018 року Кабінет Міністрів України підтримав законопроект, згідно з яким функціонування пересувних цирків в Україні має бути заборонене. На прийняття всіх необхідних заходів циркам виділили 5 років перехідного періоду. Наразі гастролі пересувних цирків заборонені розпорядженнями місцевої влади в цілій низці міст, серед яких Київ, Львів, Дніпро, Рівне, Тернопіль, Кропивницький, Суми, Чортків, Ковель та інших.

## На території України
|  | — інциденти, що завершилися смертю людини;        |
|  | — інциденти, що завершилися смертю тварини;       |
|  | — інциденти, що завершилися обопільними смертями. |

| Дата              | Країна, Місто        | Тварина     | Опис події |
| ----------------- | -------------------- | ----------- | --- |
| 7 листопада 1970  | УРСР, Харків         | Тигр        | Під час вистави тигр відреагував на різкий рух дресирувальниці Лідії Жиги та, підійшовши ззаду, встромив їй в шию зуби, після чого протягнув тіло манежем до своєї циркової тумби. Раніше цей же тигр нападав на дитину під час виступів у Ізраїлі.                                                       |
| 1976              | УРСР, Львів          | Леви        | Під час вистави леви несподівано збунтувалися проти дресирувальниці Ірини Бугримової та напали на неї прямо на манежі. Помічники відбили приборкувачку від тварин, однак Бургимова, що зазнала численних травм, вирішила після цього випадку припинити активну кар'єру.                                   |
| 4 грудня 2003     | Україна, Одеса       | Тигр Шерхан | Попри заборону проводити репетиції та демонструвати номери з хижими тваринами, дресирувальниця Сніжана Даутова самовільно вирішила відпрацювати деякі номери. Під час репетиції 4-річний тигр вчепився дівчині в горло, а потім протягнув її по манежу. Через отримані травми дресирувальниця померла.    |
| 2 жовтня 2010     | Україна, Львів       | Лев Персей  | Тварина напала на дресирувальника Олексія Пінко під час виступу, травмувавши йому ногу та руку. Лева заспокоїли брандспойтом, водою, палками та тризубцем. |
| 11 лютого 2015    | Україна, Львів       | Жирафа      | Під час гастролей міжнародної циркової програми «Кіліманджаро» у Львові помела 5-річна жирафа. Особини цього виду живуть у природі до 25-30 років. За словами активістів тварина померла від переохолодження. Ветеринари зазначають, що жирафа мала хронічні проблеми серця.                              |
| 15 березня 2017   | Україна, Прилуки     | Левиця      | Через неуважність працівників цирку тварина вибралася з клітки і, вкусивши дресирувальника, втекла. Левиця заховалася на городі місцевого жителя. В зв'язку з тим, що у працівників цирку не знайшлося навіть транквілізаторів, тварину попросили застрелити місцевого мисливця.                          |
| 25 травня 2017    | Україна, Біла Церква | Ведмідь     | Під час виступу ведмідь відреагував на різкий рух одного з відвідувачів та накинувся на чоловіка, коли дресирувальник відволікся і послабив повідець. Глядач зумів відштовхнути тварину, однак в залі зчинилася тиснява та паніка, внаслідок якої постраждали відвідувачі.                                |
| 3 жовтня 2017     | Україна, Рівне       | Жирафа      | Під час підготовки до виступів у рівненському цирку від зупинки серця померла 11-річна жирафа Джордан, хоча в природі ці тварини живуть до 25-30 років. Зупинка серця була спричинена тромбозом легеневої артерії.                                                                                        |
| 17 листопада 2017 | Україна, Кривий Ріг  | Лев Акілле  | Під час гастролів у Кривому Розі помер 9-річний лев з міжнародної програми «Великий будапештський цирк». За словами ветеринарів, причиною смерті стали гостра серцева недостатність, геморагічний інфаркт, гостра легенева недостатність та набряк легенів, що виник як ускладнення епілептичних нападів. |
| 3 квітня 2019     | Україна, Луганськ    | Лев         | Під час виступу лев напав на єгипетського дресирувальника Хамаду Кута. Дресирувальник отримав ушкодження спини, руки і ноги. За його словами, причиною нападу став стресовий стан лева через переїзд та брак відпочинку.                                                                                  |

## У світі
|  | — інциденти, що завершилися смертю людини;        |
|  | — інциденти, що завершилися смертю тварини;       |
|  | — інциденти, що завершилися обопільними смертями. |

| Дата              | Країна, місто               | Тварина         | Опис події |
| ----------------- | --------------------------- | --------------- | --- |
| 1860              | США, Цинциннаті             | Слониха         | Циркова слониха на ім'я Лалла Рук померла від лихоманки після того, як власник цирку Ден Райс змусив її переплисти річку Огайо в рамках рекламної кампанії свого нового шоу. |
| 1860              | Велика Британія, Ярмут      | Лев             | Під час виступу цирковий лев напав на дресирувальника Мартіні Маккомо, який відстрілюючись від тварини, випадково влучив у глядацький зал та поранив місцевого теслю. |
| 9 квітня 1861     | Велика Британія, Ліверпуль  | Тигриця         | Під час виступу тигриця затиснула в щелепах руку дресирувальника Мартіні Маккомо та не відпускала її протягом 5 хвилин, попри те, що один з працівників цирку притуляв тварині до морди розпечений металевий прут.                                                                              |
| 1862              | Велика Британія, Норвіч     | Лев             | Під час виступу поблизу залізничного вокзалу в Норвічі лев вкусив дресирувальника Мартіні Маккомо за руку та протягнув його по підлозі, внаслідок чого приборкувач втратив палець. |
| 1869              | Велика Британія, Сандерленд | Лев Воллес      | Під час виступу лев на ім'я Воллес атакував дресирувальника Мартіні Маккомо. Тварина померла через 4 роки після Маккомо та була виставлена в музеї Сандерленда. |
| 3 січня 1872      | Велика Британія, Болтон     | Леви            | Приборкувача левів Томаса Маккарті розірвали під час виступу четверо левів. Тварини частково здерли з приборкувача скальп, розірвали стегна та груди, переламали тазові кістки. Маккарті помер через декілька хвилин після того, як його доправили до лікарні.                                  |
| 4 січня 1903      | США, Нью-Йорк               | Слониха Топсі   | Впродовж трьох років Топсі вбила трьох людей, включно з дресирувальником, що змушував Топсі з'їсти підкурену цигарку. Після цих смертельних випадків її визнали небезпечною для людей та стратили за допомогою електричного струму.                                                             |
| 24 січня 1904     | Велика Британія, Волтемстоу | Слон Соус       | Цирковий дресирувальник Джордж Вільям Локгарт був розтоптаний слоном (найвірогідніше, що це була Соус) поблизу станції Волтемстоу (нині — кінцева станція лондонського метро «Волтемстоу-Сентрал»).                                                                                             |
| 1914              | США, Детройт                | Леопарди        | Під час параду на дресирувальницю Мейбл Старк напали циркові леопарди. Інформація про їх подальшу долю, а також про важкість нанесених жінці травм відсутня. |
| 1915              | США, Лос-Анджелес           | невідомо        | Дресирувальниця Мейбл Старк отримала каліцтва при роботі з тваринами взимку 1915 року. Детальніша інформація щодо того, які саме тварини та яких ушкоджень завдали жінці, відсутня. |
| 1915              | США                         | Лев             | Циркова дресирувальниця Роуз Фландерс Баском померла внаслідок інфекції, що була занесена до рани під час того, як жінці завдав ушкоджень один з її підопічних. |
| 18 лютого 1916    | США, Сан-Бернардіно         | Лев Луї         | Під час репетиції лев на ім'я Луї атакував дресирувальницю Мейбл Старк, завдавши їй серйозних травм руки. Чоловік Старк вбив лева чотирма пістолетними пострілами у пащу. |
| 12 вересня 1916   | США, Кінгспорт              | Слониха Мері    | Працівник цирку пробив Мері вухо гачком, аби вивести її на сцену. У відповідь слониха кинула його хоботом на землю та розчавила. Наступного дня Мері стратили за вбивство, повісивши на залізничному підйомному крані на очах у натовпу глядачів.                                               |
| 1928              | США, Банґор                 | Тигри           | Під час виступу дресирувальниця Мейбл Старк не втримала рівновагу на арені та була понівечена тиграми. Тварини майже відірвали жінці ногу, нанесли рвані рани обличчя, перегризли дельтоподібний м'яз та завдали цілу низку інших важких ушкоджень.                                             |
| 1 вересня 1928    | США, Ель-Монте              | Леви            | Троє циркових левів вирвалися з кліток під час транспортування. Один з хижаків вбив управляючого фермою, після чого сам був застрелений пострілом у голову. Інший лев оскаженів від поранення та згодом загинув під градом куль, третю тварину вдалося загнати до клітки.                       |
| 12 жовтня 1929    | США, Корсикана              | Слон            | Після того, як цирковий слон на ім'я Блек Даймонд поранив свого дресирувальника та вбив жінку, власник цирку вирішив застрелити слона. Перш ніж померти, Блек Даймонд отримав близько 60 куль з рушниці.                                                                                        |
| 11 жовтня 1938    | Велика Британія, Пітерборо  | Слониха Солт    | Циркова слониха Солт, що належала Ringlands Circus, атакувала та розтоптала 56-річного грума Вільяма Джеймса Аслетта, хоча до того не проявляла агресії до людей. |
| 15 березня 1940   | СРСР, Брянськ               | Леви            | Під час виступу на манежі був розірваний левами дресирувальник Алікпер Фарух-огли. Приборкувач, що відзначався особливою жорстокістю у спілкуванні з тваринами, у присутності левів боровся з 350-кілограмовим ведмедем.                                                                        |
| 1946              | СРСР                        | Білий ведмідь   | Під час виступу на манежі на відомого дресирувальника Михайла Ельворті накинувся білий ведмідь Мирон, що призвело до травм приборкувача. Інформація щодо долі ведмед відсутня. |
| 1947              | СРСР                        | Білі ведмеді    | Група білих ведмедів, яку тренував дресирувальник Михайло Ельворті, «здійняла бунт» проти приборкувача, регулярно завдаючи йому численних травм та каліцтв. У підсумку Ельворті припинив займатися дресурою, однак 1962 року внаслідок отриманих травм чоловіка було паралізовано.              |
| 1956              | СРСР, Сочі                  | Ведмеді         | Під час вистави циркові ведмеді роздерли на сцені народного артиста Литовської РСР Антона Клічіса. Інформація щодо причин агресивної поведінки тварин та їх подальшої долі відсутня. |
| 1959              | США, Каліфорнія             | Леви            | Внаслідок аварії циркового вагону на волі опинилися двоє левів. Один з них був застрелений, а доля іншого залишилася загадкою, принаймні жодної згадки про зустріч з ним більше не було. |
| 17 липня 1970     | СРСР, Ленінград             | Тигриця         | Дресирувальник Костянтин Константиновський помер від запалення мозку, що виникло внаслідок травми, нанесеної йому тигрицею на ім'я Юлька на одній з репетицій. |
| 31 січня 1986     | Нова Зеландія, Лейкфронт    | Леви            | Діти викнули пуделя у клітку з чотирма левами, через що ті почали битися між собою та вибралися з клітки. Одного вдалося впіймати одразу, а троє інших тримали місто в напрузі впродовж двох годин. Ніхто з левів не постраждав, пуделя було розірвано ще в клітці.                             |
| 1989              | Австралія, Ештон            | Тигр Москва     | Цирковий тигр на ім'я Москва напав на дресирувальника Брета Галла та завдав йому важких тілесних ушкоджень. Приборкувача тварин було госпіталізовано та накладено більше 170 швів. |
| 23 червня 1990    | Аргентина, Сан-Педро        | Леви            | Один чоловік загинув, а троє зазнали серйозних ушкоджень через напад двох левів, що втекли з пересувного цирку. У підсумку, леви були застрілені поліцією. |
| 27 жовтня 1990    | Колумбія, Канделарія        | Тигр            | Під час параду цирковий тигр втік від свого дресирувальника та загриз 1-річного малюка. Інформація про деталі інциденту подальшу долю тварини відсутня. |
| 1991              | Росія, Челябінськ           | Тигр            | Цирковий тигр напав на дресирувальника під час вистави. Інші відомості щодо наслідків інциденту та подальшої долі як тварини, так і працівника цирку відсутні. |
| 18 січня 1991     | Франція, Тулуза             | Тигр            | Під час циркової вистави тигр атакував та серйозно поранив 3-річну дівчинку. Тварина вдарила дитину лапою в обличчя та зімкнула щелепи навколо її голови ще до того, як дресирувальники встигли її відтягнути.                                                                                  |
| 21 лютого 1991    | Канада, Саут-Оак-Бей        | Косатка Тілікум | Дресирувальниця Келті Бірн спустилася до загону з косатками. Для тварин це був перший випадок, коли людина перебувала з ними у воді. Хоча Тілікум не був першим, хто схопив Бірн, він разом з іншими двома косатками перекидав її між собою, через що дівчина втопилася.                        |
| 23 лютого 1991    | Австралія, Мельбурн         | Леви            | Чоловік напідпитку вирішив звільнити чотирьох циркових левів з кліток, після чого був атакований ними та зазнав важких ушкоджень. Подальша доля чоловіка та тварин невідома. |
| 8 березня 1991    | Велика Британія, Грімсбі    | Леви            | Чотири леви втекли під час циркової вистави та зіштовхнулися з натовпом відвідувачів, серед яких були переважно родини з дітьми. Одну людину було госпіталізовано з травмами до місцевої лікарні.                                                                                               |
| 18 квітня 1991    | США, Вілксборо              | Леопард         | Леопард, що мандрував з Великим американським цирком, напав на 3-річну дівчинку. Жодних інших відомостей щодо подальшої долі постраждалої дитини та тварини немає. |
| 13 травня 1991    | Бельгія                     | Лев             | На очах переляканих глядачів лев обхопив голову дресирувальника зубами та повільно задушив його. Тварину було застрілено безпосередньо на манежі, однак приборкувача це не врятувало. |
| 31 травня 1991    | Мексика, Мехіко             | Лев             | Лев, що виступав у цирку Sur Americano, стрибнув на трибуни та вкусив за голову 7-річного хлопчика, що призвело до смерті останнього. Лева було застрілено під час нападу. |
| 17 серпня 1991    | США, Фресно                 | Лев             | Лев з пересувного цирку Ringling Bros. вкусив відвідувача, що намагався погладити замкнену в клітці тварину. Детальніша інформація про інцидент відсутня. |
| 1 грудня 1991     | Франція                     | Тигр            | Тигр напав на дресирувальника, завдавши йому травм ніг, внаслідок чого дресирувальника було госпіталізовано на місяць. Цікаво, що за дванадцять років до того нападу кугуара зазнав рідний батько дресирувальника.                                                                              |
| 10 червня 1992    | Австралія, Сент-Меріс       | Тигр            | Після втечі з циркової клітки тигр вкусив працівника Robinson Circus та побіг у місто. Після наближення тварини до багатолюдного торговельного центру правоохоронці вирішили застрелити тигра.                                                                                                  |
| 19 вересня 1992   | Японія, Токіо               | Лев             | Лев втік з клітки Великого цирку та протягом 5-ти годин блукав вулицями міста. Був застрілений правоохоронцями з рушниць. Жодної інформації про те, що лев заподіяв комусь шкоди, немає. |
| 21 лютого 1993    | США, Норфолк                | Леви            | Дресирувальник цирку Ringling Bros. Грем Чіпперфілд отримав важкі травми при спробі розборонити бійку між двома левами. Цікаво, що приборкувача травмував лев, який не брав участі у бійці. |
| 17 квітня 1993    | США, Літл-Рок               | Тигр            | Тигр, що виступав з пересувним цирком у Barton Coliseum, вирвався з манежу та кинувся до глядачів. В результаті атаки тварини було нанесено травми 13-річній дівчинці. |
| 14 вересня 1993   | США, Джоплін                | Тигр            | Співробітниця цирку втратила частину руки після нападу на неї тигра на цирковій фермі для утримання тварин. Лікарям довелося ампутувати жінці руку нижче ліктя. |
| 3 січня 1994      | КНР, Шанхай                 | Тигр            | Цирковий тигр напав на дресирувальника, що змушував його піднятися драбиною та стрибнути через вогняне коло. Тварина зімкнула щелепи на шиї приборкувача, завдавши йому двох важких поранень.                                                                                                   |
| 25 січня 1994     | Росія, Москва               | Лев             | Співробітники правоохоронних орагнів розстріляли з автомата лева, що втік з цирку «Бінго-Бонго». Жодної інформації про те, що лев заподіяв комусь шкоди, немає. |
| 23 червня 1994    | Австралія, Брисбен          | Тигролев        | Гібрид тигра та лева, що виступав у цирку, відкусив 20-місячній дитині одну руку та понівечив іншу. Батько хлопчика був співробітником цього цирку та приніс дитину з собою на роботу. |
| 15 липня 1994     | Кувейт, Ель-Кувейт          | Лев             | Цирковий лев убив свою дресирувальницю під час вистави на манежі. Тварина зімкнула щелепи на шиї приборкувачки, завдавши тій смертельних ушкоджень. |
| 20 серпня 1994    | США, Гонолулу               | Слониха Тайк    | Після 20 років знущань слониха втекла з цирку під час однієї з вистав. Почавши панікувати, Тайк носилася вулицями міста, в той час як поліцейські намагалися її вбити. Зрештою, після 86-ти вогнепальних поранень Тайк померла.                                                                 |
| 3 вересня 1994    | Індія, Нью-Делі             | Тигр            | Під час циркового виступу тигр стрибнув з манежу на глядачів та розірвав 6-річного хлопчика. Окрім того, був серйозно поранений батько дитини. Доля тигра не уточнюється. |
| 29 вересня 1995   | Греція, Пірей               | Тигр            | Американська туристка отримала рвані равни та ледве не позбулася руки після того, як вирішила погладити тигра, що брав участь у виставах італійського цирку. |
| 30 вересня 1995   | США, Індіанаполіс           | Лев             | Лев, що використовувався у виставах пересувного цирку Ringling Bros., відкусив вказівний палець жінці, яка поклала руку до його клітки, що знаходилася у зоні підготовки до виходу на манеж. |
| 13 грудня 1995    | КНР, Пекін                  | Тигр            | Співробітник китайського цирку був вбитий тигром, з яким він працював раніше. Прив'язана тварина стрибнула на чоловіка та вчепилася йому зубами в горло, що призвело до смерті останнього. |
| 6 травня 1996     | Малайзія, Паханг            | Левиця          | Співробітниця Лондонського королівського цирку отримала серйозні пошкодження стегна та гомілки після того, як під час чищення клітки на неї напала левиця. |
| 7 травня 1997     | США, Карролтаун             | Тигр            | Тигр, що використовувався у виставах пересувного цирку братів Францен, вбив свого дресирувальника на очах у 200 школярів. Інформація про подальшу долю тварини відсутня. |
| 7 листопада 1997  | Німеччина, Штрасбург        | Тигр            | Під час циркової вистави тигр напав на співробітника цирку та серйозно травмував його, поки той встановлював на манежі клітки. Інші деталі інциденту залишилися невідомими. |
| 7 листопада 1997  | Єгипет, Шубра-ель-Хейма     | Леви            | Троє зголоднілих левів загризли до смерті підлітка, що був найнятий пересувним цирком для чистки їх кліток. Тварини були замкнені у клітках без їжі протягом декількох днів. |
| 7 січня 1998      | США, Сент-Пітерсбург        | Тигр            | У цирку Ringling Bros. тигр схопив дресирувальника за голову та потягнув по манежу. Чоловіка було госпіталізовано в критичному стані та проведено термінову операцію. Після того, як тигра загнали до клітки, брат постраждалого вбив його п'ятьма пострілами.                                  |
| 10 лютого 1998    | США, Лінкольнтон            | Леопард         | Леопард мало не вбив свого дресирувальника під час вистави Royal Palace Circus, завдавши йому важких травм, що потребували тривалої госпіталізації та реконструктивної хірургії. |
| 8 жовтня 1998     | США, Ньюберрі               | Тигр            | Тигр, що використовувався у виставах пересувного цирку Shrine Circus, атакував та вбив свого дресирувальника Джоя Голідея. Тварина схопила приборкувача за горло, не лишивши тому шансів на порятунок.                                                                                          |
| 21 листопада 1998 | США, Чикаго                 | Тигр            | Співробітник цирку був серйозно понівечений тигром під час втечі трьох тварин зі своїх кліток. Хижак вхопив дресирувальника за шию та бік. Це була друга атака тигрів у Ringling Bros. протягом року.                                                                                           |
| 6 липня 1999      | США, Орландо                | Косатка Тілікум | Тілікум був знайдений з оголеним тілом мертвого чоловіка, що оминув охорону та проник в загін для косаток. Смерть наступила від переохолодження і утоплення, аутопсія показала наявність на трупі множинних ушкоджень, ударів та укусів косатки.                                                |
| 3 серпня 1999     | Малайзія, Алор-Сетар        | Лев             | Лев серйозно пошкодив руку дресирувальнику після втечі зі своєї клітки у пересувному цирку. Тварину було спіймано адміністрацією цирку через три години після її втечі. |
| 2000              | Індія                       | Тигри           | Троє циркових тигрів загризли 20-річну дресирувальницю в Індії. Інформація щодо міста, в якому відбувся інцидент, причин агресивної поведінки тварин та їх подальшої долі відсутня. |
| 14 березня 2000   | Польща, Варшава             | Тигр            | Тигр, що втік з пересувного цирку, після двох годин, проведених на вулицях Варшави, напав на ветеринара та був застрелений поліцією. Ветеринара було вбито тією ж кулею, що й лева. |
| 10 квітня 2000    | Бразилія, Сан-Паулу         | Леви            | П'ятеро левів роздерли 6-річного хлопчика після того, як один з них затягнув його до клітки. Поліцейські застрелили чотирьох левів та поранили двох людей, що намагалися поливати тварин з брандспойтів.                                                                                        |
| 7 серпня 2000     | Бразилія, Сан-Паулу         | Леви            | Поліцейські, озброєні рушницями та автоматами, застрелили шістьох циркових левів, що вибралися зі своїх кліток та тинялися містом. Ніхто з людей від очікуваної агресії левів не постраждав. |
| 5 листопада 2000  | Німеччина, Амберг           | Тигролев        | Гібрид тигра та лева з пересувного цирку атакував 5-річну дівчинку, попередньо зламавши власну клітку в огорожу. Дитину було госпіталізовано до місцевої лікарні з важкими пораненнями. |
| 22 лютого 2001    | Росія, Москва               | Слониха Даша    | Під час репетиції слониха випадково скинула дресирувальника Олександра Терехова з приступку та декілька разів наступила на нього. Чоловік загинув на місці від численних переломів. Він працював з Дашею, що була його улюбленицею, протягом останніх 20 років.                                 |
| 10 березня 2001   | Індія, Камаркунду           | Тигр            | За декілька хвилин після початку вистави тигр напав на дресирувальника, що примушував його стрибати через вогняну кулю. Чоловіков отримав рвані рани голови, шиї та щелепи. |
| 22 березня 2001   | Канада, Торонто             | Тигр            | 400-фунтовий тигр з Garden Bros. Circus відкусив пальця співробітнику цирка, що намагався напоїти тварину водою. Інші деталі інциденту не повідомляються. |
| 16 квітня 2001    | Іспанія, Касканте           | Леви та тигр    | Троє левів та тигр втекли з цирку, поранивши та вбивши декількох інших тварин. Правоохоронці оточили територію та попередили місцевих жителів про небезпеку. Згодом двох левів було спіймано, а ще одного лева та тигра застрелено поліцією.                                                    |
| 30 квітня 2001    | США, Омаха                  | Тигр            | Дресированику Браяну Францену знадобилося надання медичної допомого та накладання швів після того, як тигр подер його під час виступу в цирку Tangier Shrine. |
| 16 серпня 2001    | Бразилія, Кітандінья        | Левиця          | Акробат, що виступав на трапеції в Імператорському цирку Мексики, вирішив допомогти працівнику цирка погодувати левицю. Внаслідок атаки тварини чоловікові ампутували руку. |
| 22 жовтня 2001    | Франція, Ліон               | Лев             | Цирковий лев, що брав участь у зйомках фільму, втік зі знімального майданчика. Після того, як тварина опинилася поблизу дитячого будинку, адміністрація цирку та правоохоронці вирішили застрелити лева.                                                                                        |
| 2002              | Росія, Уфа                  | Пантера Багіра  | Перед виходом на сцену пантера напала на знамениту дресирувальницю Маріцу Запашну. Приборкувачці вдалося ухилитися та дещо знівелювати атаку, однак тварина встигла нанести їй ушкодження голови.                                                                                               |
| 17 січня 2002     | Росія, Ярославль            | Леви            | Під час виконання стрибків через вогняне коло один з левів обпікся та, страждаючи від болю, кинувся на дресирувальника Вадима Канбегова. До нападника приєдналися ще двоє левів. Канбегова доправили до лікарні з рваними ранами голови та передпліччя.                                         |
| 23 серпня 2002    | Єгипет, Ель-Аріш            | Лев             | Цирковий дресирувальник був доправлений до лікарні після того, як намагався пограти з левом. Хижак стрибнув на приборкувача та завдав йому серйозних ушкоджень руки. |
| 3 листопада 2002  | Гватемала, Гватемала        | Леопард         | Леопард з King Gitano Circus атакував та вбив 2-річну дівчинку, що блукала поруч з його кліткою. Хижак затягнув її лапою до клітки та вкусив. Дівчинка померла від перелому черепа. |
| 29 листопада 2002 | КНР, Гаосюн                 | Тигр            | Тигр з американського цирку, що базується в Лас-Вегасі, відкусив руку жінці, що намагалася погладити його під час параду, влаштованого для рекламування циркових вистав. |
| 23 квітня 2003    | Іспанія, Кольменар-В'єхо    | Тигр            | Хижак з міжнародного цирку, що належав італійцю, відкусив праву руку та серйозно пошкодив ліву чоловікові, що наблизився до його клітки. Інформація щодо подальшої долі постраждалого відсутня.                                                                                                 |
| 28 квітня 2003    | Росія, Сергієв Посад        | Леви            | Двоє левів вирвалися з клітки та загризли дресирувальника. Тварнини втекли до міста та були застрілені представниками міліції після того, як їх не змогли загнати до клітки. |
| 3 липня 2003      | США, Ла-Кросс               | Тигр            | Дресирований тигр атакував приборкувача Бруно Блашака під час виступу на очах 400 глядачів. Чоловік отримав численні травми ноги, для лікування яких знадобилося накладання близько 40 швів. |
| 4 вересня 2003    | Єгипет, Александрія         | Тигр            | Хижак атакував дресирувальника під час циркової вистави, зламавши чоловікові щелепу та завдавши серйозних травм обличчя. Інші деталі інциденту не повідомляються. |
| 9 жовтня 2003     | США, Лас-Вегас              | Тигр Монтекоре  | Тигр-альбінос на ім'я Монтекоре під час виступу в Лас-Вегасі атакував дресирувальника Роя Горна. Попри завдані твариною травми чоловіка вдалося врятувати від смерті. |
| 4 грудня 2003     | Росія, Москва               | Ведмідь Додон   | Дресирований ведмідь роздер працівника цирку Умара Закірова та завдав численних травм ще двом його колегам. На думку адміністрації цирку, його агресія могла бути спровокована статевим дозріванням або геомагнітними бурями.                                                                   |
| 8 березня 2004    | Росія, Москва               | Тигр Цезар      | Вагітна асистентка дресирувальника Світлана Собенко прийшла до цирку, аби допомогти своєму чоловікові. Тигр, що ніколи раніше не проявляв агресії, напав на жінку, прокусивши їй грудну клітину та завдавши численних травм та забоїв. Дитину вдалося втятувати.                                |
| 2 червня 2004     | США, Лендовер Гіллс         | Тигр            | Хижак утік з цирку UniverSoul та побився з іншим тигром, після чого напав на слона, завдавши тому ушкоджень. В той же час поряд знаходилися групи дітей, що прийшли до цирку, однак їм вдалося втекти.                                                                                          |
| 30 липня 2004     | США, Нью-Йорк               | Тигр            | 450-фунтовий тигр втік з цирку братів Коулів та вибіг на проїзну частину, що призвело до аварії та травмування чотирьох осіб, в тому числі трьох дітей. Місто було змушене виплатити постраждалим 3,5 мільйони доларів.                                                                         |
| 5 грудня 2004     | США, Ларедо                 | Тигр            | Циркового робітника було скалічено бенгальским тигром після того, як той засунув руку до клітки з хижаком. Тигр належав китайському цирку. Всіх робітників було попереджено про небезпеку контакту з твариною.                                                                                  |
| 19 березня 2005   | Росія, Уфа                  | Леви            | Двоє левів напали на дресирувальника Олександра Шатирова, зваливши того на манеж. Звірів загнали до клітки за допомогою брандспойтів, а дресирувальника доставили до лікарні з численними рваними ранами.                                                                                       |
| 29 липня 2005     | Росія, Уфа                  | Кішка           | Під час репетиції тварина напала на дресирувальницю цирку ліліпутів Ольгу Безмен, роздерши їй кігтями живіт. За словами дресирувальниці, кішка почала панікувати від стресу через спеку та переїзди.                                                                                            |
| 11 листопада 2005 | Португалія, Лісабон         | Тигр            | Цирковий тигр відкусив руку 24-річній румунці, що спробувала погладити його. Дівчина була співробітницею цирку, однак під час інциденту знаходилася не на службі. Пришити відірвану руку не вдалося.                                                                                            |
| 14 червня 2006    | Росія, Москва               | Шимпанзе Ларик  | Мавпа з пересувного цирку-шапіто побила та покусала двох чоловіків. Одного з них зробила калікою — він позбувся носа та трьох пальців правої руки. За деякими даними вона була напідпитку. |
| 1 липня 2006      | Росія, Москва               | Тигр Цезар      | Під час виконання трюку з вогняним колом, Артур Багдасаров підійшов занадто близько до тигра, що зачепився лапою за огорожу та запанікував. Тварина вчепилася дресирувальнику зубами в голову чоловікові, після чого його відвезли до реанімації з сотнею рваних ран рук і голови.              |
| 13 вересня 2006   | США, Бальм                  | Тигр Рула       | Представник династії циркових дресирувальників Коллманнів був атакований 250-фунтовим тигром після того, як зайшов до його клітки. Чоловік отримав пошкодження лівого плеча та губи, на які довелося накладати шви.                                                                             |
| 19 вересня 2006   | Росія, Санкт-Петербург      | Слон            | Цирковий слон помер на манежі через проблеми з серцем. Адміністрація зауважила. що тварина дуже важко переживала втрату своєї подруги, що померла на гастролях декількома місяцями раніше. |
| 4 жовтня 2006     | КНР, Пекін                  | Лев             | Цирковий лев, злякавшись великої кількості гляжачів, стрибнув у натовп та поранив трьох глядачів, включно з жінкою, у якої стався викидень. Не вгамувавши тварину транквілізаторами, поліція застрелила лева.                                                                                   |
| 25 листопада 2006 | США, Евансвілл              | Тигр            | Дресирувальник тварин Вейд Берк був атакований тигром під час циркового виступу. Берка госпіталізували з ранами лівого передпліччя та ноги, на численні подряпини від кігтів було накладено шви.                                                                                                |
| 3 грудня 2006     | Іспанія, Сафра              | Тигр            | Цирковий тигр відірвав руку 31-річному поляку, що підійшов до нього занадто близько, аби зробити фото. Чоловіка було госпіталізовано до місцевої лікарні у важкому стані. |
| 18 березня 2007   | Росія, Саратов              | Крокодил        | Під час фінального номера невеликий півметровий крокодил напав на дресирувальника та прокусив йому руку. Чоловікові було надано допомогу безпосередньо за кулісами приміщення цирку. |
| 27 грудня 2007    | Австралія, Ямба             | Слониха Ганна   | Працівник австралійського цирку загинув після того, як на нього з вантажівки впав слон. Загиблий був дресирувальником 2-річної слонихи, яка й стала причиною його смерті. Подробиці інциденту не повідомляються.                                                                                |
| 8 січня 2008      | Кюрасао, Віллемстад         | Дельфін         | 300-кілограмовий дельфін-афаліна під час виступу стрибнув на трьох глядачів, які з дозволу адміністрації тримали планку біля басейну. В результаті інциденту одного з відвідувачів було паралізовано, а двоє інших обійшлися меншими пошкодженнями.                                             |
| 31 березня 2008   | США, Лос-Анджелес           | Тигр            | Внаслідок того, що власник цирку утримував тварин у неналежних умовах та закрив одночасно шістьох тигрів у тісній клітці, одну з тварин було до смерті загризено іншими тиграми. |
| 23 квітня 2008    | США, Сан-Бернардіно         | Ведмідь         | У приватному дресирувальному центрі для хижих звірів ведмідь грізлі завдав смертельної травми 39-річному дресирувальнику, що помер протягом 20 хвилин після нападу. Для заспокоєння тварини використали перцевий балон.                                                                         |
| 3 липня 2008      | КНР, Шифан                  | Леви та тигри   | Після землетрусу, що стався 12 травня, працівники цирку залишили напризволяще у клітках 3 левів та 2 тигрів. Солдати застрелили одного з тигрів прямо у клітці, а один з левів помер з голоду. Інших тварин, що залишалися без їжді протягом 25 днів, врятували.                                |
| 5 серпня 2008     | США, Річмонд                | Тигр            | Ларрі Дін отримав травми під час репетиції циркового номера на фермі Hawthorn Corporation, що належить Джону Кунео — відомому власнику циркових тварин. Для того, аби тигр відпустив чоловіка, робітники ферми били його бейсбольними битами.                                                   |
| 23 вересня 2008   | Мексика, Екатепек           | Слониха Індра   | Працівник цирку відв'язав слониху, аби та поїла, однак вона почала тікати і вибігла на дорогу, де саме проїжджав автобус. В результаті зіткнення загинули слониха та водій транспортного засобу, ще декілька пасажирів отримали забої.                                                          |
| 22 березня 2009   | Росія, Перм                 | Лев             | Під час виступу на манежі берберійський лев напав на помічника дресирувальника, що намагався заспокоїти бійку левів за допомогою пістолета-пугача. Чоловік залишився живим, однак потребував невідкладної медичної допомоги.                                                                    |
| 22 жовтня 2009    | Киргизстан, Бішкек          | Ведмідь         | Під час репетиції шоу «Ведмеді на кризі» ведмідь напав на свого дресирувальника. Адміністратор трупи спробував відтягнути тварину від приборкувача, але в результаті сам отримав смертельні травми та за півгодини помер.                                                                       |
| 19 листопада 2009 | КНР, Наньчан                | Тигр            | 61-річний відвідувач циркового шоу намагався доторкнутися до тигра в клітці, в результаті чого тварина відкусила йому чотири пальці та понівечила руку. Співробітники цирку заплатили чоловікові 3500 юаней компенсації.                                                                        |
| 9 грудня 2009     | Німеччина, Гамбург          | Тигри           | Дресирувальник Крістіан Валлізер був атакований групою тигрів під час циркової вистави. Приборкувач отримав важкі травми голови та грудної клітини, а його ліву руку було ампутовано. |
| 24 грудня 2009    | Іспанія, Тенерифе           | Косатка Кето    | Косатка затягнула дресирувальника Алексіса Мартінеса під воду, а потім завдала йому потужного удару в груди. Чоловік помер від обширної внутрішньої кровотечі. |
| 24 лютого 2010    | США, Орландо                | Косатка Тілікум | Під час шоу косатка за волосся затягнула дресирувальницю Дон Браншо до басейну. Аутопсія показала смерть жінки як від утоплення, так і від нанесених травм: у дресирувальниці була пошкоджена щелепа, ребра, шийні хребці, розірваний спинний мозок.                                            |
| 8 липня 2011      | Росія, Смоленськ            | Леопард         | В антракті циркової вистави глядачі фотографувалися з леопардом. Приборкувач втратив контроль над ситуацією, в результаті чого тварина вкусила за стегно та подерла гомілку 5-річної дівчинки.                                                                                                  |
| 16 жовтня 2011    | В'єтнам, Лаокай             | Слон            | Цирковий слон затоптав до смерті 11-річну дівчинку, що залізла до вольєру, аби погодувати його. Трагедія відбулася на території пересувного цирку з Ханоя. |
| 13 серпня 2012    | Росія, Тольятті             | Леопард         | Під час вистави в пересувному цирку дресирувальник послизнувся та не зміг втримати леопарда, в результаті чого той напав на двох дівчаток 7-ми та 10-ти років. Діти отримали травми живота та рук.                                                                                              |
| 13 жовтня 2012    | Росія, Домодєдово           | Гепард          | Самиця гепарда з пересувного цирку напала на 7-річного сина співробітників цирку, перегризши хлопчику сонну артерію та завдавши травм внутрішніх органів. Хлопчика було успішно прооперовано.                                                                                                   |
| 2 лютого 2013     | Мексика, Етчохоа            | Тигр            | Тварина напала на дресирувальника з США під час виступу. Тигра було вбито працівниками цирку під час боротьби, а 35-річний приборкувач загинув внаслідок гіповолемічного шоку. |
| 6 квітня 2013     | Росія, Новосибірськ         | Пантера Мерфі   | Пенсіонерка разом з онуком вирішила вийти до туалету під час вистави, хоча це було заборонено адміністрацією цирку. Проходячи повз пантеру, вона спровокувала її на атаку. Жінка отримала рвані рани передпліччя та гомілки.                                                                    |
| 11 листопада 2013 | Росія, Новокуйбишевськ      | Леопард         | Леопард з пересувного цирку понівечив руку чоловікові з Саратова, що намагався погладити його у клітці. Постраждалого доправили до лікарні з численними ушкодженнями руки. |
| 9 грудня 2013     | Іспанія, Мадрид             | Тигр            | Під час виступу тварина напала на дресирувальника Денні Готтані та завдала йому травм, що призвели до госпіталізації чоловіка. Аби відігнати тигра від Готтані працівники цирку били хижака палицями.                                                                                           |
| 20 січня 2014     | Грузія, Тбілісі             | Лев             | Український дресирувальник Роман Гуркін з групою колег зайшли до клітки левів, аби здійснити прибирання. Лев, з яким Гуркін працював протягом багатьох років, напав на дресирувальника без видимих причин та наніс йому травми несумісні з життям.                                              |
| 3 травня 2014     | Росія, Подольськ            | Леопард         | Під час вистави у леопарда розстібнувся нашийник, після чого він кинувся на глядачів. Попри те, що дресирувальники оперативно його відтягнули, звір встиг нанести пошкодження жінці та її 3-річному синові, які змушені були звернулися до лікарні по медичну допомогу.                         |
| 27 липня 2014     | Франція, Уїстреам           | Лев             | Лев у цирку Клаудіо Заватти висунув лапу з клітки і схопив 16-місячну дитину, що втекла від батьків і пройшла повз бар'єр безпеки. Дитину було доставлено до лікарні, де їй наклали шви. |
| 28 липня 2014     | Росія, Братськ              | Ведмідь         | Ведмідь, що виступав у пересувному цирку, напав на дресирувальника, коли той намагався вдягнути на нього намордник. На допомогу колезі прийшов директор цирку, однак впоратися з ведмедем їм не вдалося. У підсумку обидва чоловіки потрапили до реанімації.                                    |
| 16 серпня 2014    | Перу, Куско                 | Лев             | Дресирувальник запросив жінку до клітки з левами, аби продемонструвати, що тварини не становлять загрози для людей, однак лев напав на неї і загриз на очах у глядачів. |
| 24 серпня 2014    | ПАР, Йоганнесбург           | Тигр            | За нез'ясованих обставин хижак вибрався зі своєї клітки та напав на співробітника цирку. Чоловіка забрали до лікарні з укусами та пошкодженнями шиї й грудної клітини. |
| 31 жовтня 2014    | КНР, Чунцін                 | Тигр            | 8-річна дівчинка разом зі старшим родичем самостійно пробралися до зачиненого наніч циркового вольєру, де були атаковані тигром. Незважаючи на зусилля лікарів, життя дівчинки врятувати не вдалося.                                                                                            |
| 9 лютого 2015     | Єгипет, Танта               | Лев             | Лев атакував єгипетську дресирувальницю Фатен Ель-Хельв під час виступу, пошкодивши жінці руку. Цікаво, що її чоловік, також дресирувальник, загинув після нападу лева 2004 року. |
| 10 липня 2015     | Білорусь, Могильов          | Слон            | Під час виконання трюку в цирку-шапіто «Дзива» слон впав з двометрової висоти на перший ряд глядачів. Ніхто з відвідувачів дивом не постраждав, слон отримав забої, однак вже на наступний день продовжив виступи.                                                                              |
| 13 липня 2015     | Німеччина, Гайльбронн       | Слониха Бейбі   | 34-річна слониха Бейбі, що втекла з місцевого цирку, напала на чоловіка, який здійснював ранкову пробіжку, та завдала йому травм, несумісних з життям. Раніше Бейбі вже нападала на людей. |
| 30 серпня 2015    | Росія, Абрау-Дюрсо          | Кінь            | Під час виконання акробатичного трюку вершниця впала з коня та зачепилася ногою за стремено. Кінь протягнув її по арені декілька кіл, після чого вистрибнув на трибуну. Дівчина померла від отриманих травм.                                                                                    |
| 8 вересня 2015    | КНР, Сучжоу                 | Левиця          | Левицю, що втекла з місцевого цирку, було збито машиною, а потім розстріляно поліцейськими. Правоохоронці здійснили в тварину близько 20 пострілів, пояснивши це тим, що не мали транквілізаторів, а тварина була небезпечною для суспільства.                                                  |
| 27 листопада 2016 | Єгипет, Александрія         | Лев             | Тварина напала на 35-річного дресирувальника під час виступу для студентів. Чоловік помер за декілька днів від травм, несумісних з життям. Брат загиблого повідомив, що цей лев був новеньким і дресирувальник ще не вивчив його поведінку.                                                     |
| 17 грудня 2016    | Росія, Боготол              | Леопард         | Під час виступи леопард відмовлявся виконувати команди дресирувальника, а під час антракту вибіг з-за куліс до глядацького залу та напав на 54-річну жінку, скалічивши їй руку. Виступ відбувався у необгородженому манежі.                                                                     |
| 7 травня 2017     | Франція, Дуллан             | Лев             | Під час виступу лев напав на дресирувальника, зімкнувши щелепи навколо його шиї, та протягнув чоловіка по цирковій арені. Для порятунку життя дресирувальника знадобилося проведення 5-годинної операції.                                                                                       |
| 23 листопада 2017 | КНР, Наньян                 | Тигр            | Перед виставою глядач, що незаконно потрапив до циркового вагону, намагався нагодувати тигра з руки. Тварина гризла руку чоловіка протягом трьох хвилин, поки той агонізував від болю. |
| 24 листопада 2017 | Франція, Париж              | Тигр            | Тигр, що втік з пересувного цирку Бормана-Морено, був застрелений своїм же власником після того, як місцева влада направила на пошуки кілька груп озброєних рятувальників, пожежників та поліцейських.                                                                                          |
| 10 січня 2018     | Росія, Красноярськ          | Пума            | Кошеня пуми, що втекло з цирку-шапіто, напало ззаду на дівчину та подерло ій одяг. Через свої невеликі розміри тварина не змогла завдати постраждалій більшої шкоди. |
| 14 січня 2018     | КНР, Цанчжоу                | Лев, тигр, кінь | Під час репетиції циркового виступу тигр та лев прямо на манежі напали на коня, що мав виступати разом з ними. За словами співробітників цирку, тварину вдалося врятувати й вона відбулася незначними ушкодженнями.                                                                             |
| 4 лютого 2018     | Росія, Вознесенівка         | > 30 тварин     | Внаслідок пожежі у цирку згоріло більше трьох десятків тварин, в тому числі ведмідь та пантера. Власница не наважилася відкрити клітки та випустити тварин, остерігаючись хижаків. |
| 23 вересня 2018   | Росія, Магнітогорськ        | Тигр            | Під час стрибка крізь вогняне коло одному з тигрів різко стало погано. Тварина почала битися в конвульсіях прямо на арені. Дресирувальник тикав у тигра палицею, а потім за хвіст стягнув з підвищення на яке той впав, після чого працівники цирку вилили на голову звіра декілька відер води. |
| 28 жовтня 2018    | Білорусь, Гомель            | Слониха Майя    | 42-річна слониха, що брала участь у шоу Національного цирку України, загинула під час гастролей Білоруссю. Зоозахисники звертали увагу на те, що у поведінці тварини помітні серйозні розлади, однак дресирувальники продовжували експлуатувати її попри небезпеку для життя тварини.           |
| 28 жовтня 2018    | Росія, Успенське            | Левиця          | Під час вистави левиця через зламану огорожу накинулася на 3-річну дівчинку, яка сиділа в першому ряду, та вкусила її за голову. Дитина отримала травми та косметичні ушкодження. |
| 11 листопада 2018 | Росія, Москва               | Леопард         | 4-місячний леопард, якого дресирувальник проводив повз групу дітей, що прийшли до цирку на екскурсію, зірвався з повідка та напав на 4-річну дівчинку. Тварина була без намордника і завдала дитині травм шиї.                                                                                  |
| 3 травня 2019     | Росія, Александров          | Удав            | Під час виступу дресирувальник обкрутив удава навколо своєї шиї, однак майже одразу після цього впав на манеж та почав битися в конвульсіях. Співробітники цирку звільнили чоловіка з полону змії та винесли за куліси, однак було вже пізно.                                                   |
| 4 липня 2019      | Італія, Барі                | Тигри           | Під час репетиції номера з чотирма тиграми на дресирувальника Етторе Вебера напала одна з тигриць. Тварина вкусила дресирувальника, після чого до її атаки приєдналися інші тигри. Вебер помер у лікарні від отриманих травм.                                                                   |
| 3 вересня 2019    | Росія, Липецьк              | Лев             | Лев з пересувного цирку-шапіто дістав лапою відвідувачку, що проходила повз його клітку. В результаті нападу жінку було госпіталізовано з травмами різного ступеню важкості. |
| 11 вересня 2019   | КНР, Синьсянь               | Тигр            | Тигра, що втік з манежу під час циркового шоу, приспали транквілізаторами та доправили до місцевого зоопарку, однак по дорозі тварина померла. Інформація щодо точних причин смерті відсутня.                                                                                                   |
| 1 жовтня 2019     | Німеччина, Тельков          | Зебра           | Тварину втекла з цирку та бігала автомагістраллю, спричинивши ДТП. Зебра пошкодила транспортні засоби і через неї тимчасово перекрили шосе. Після того, як власник цирку не зміг її впіймати, тварину застрелили співробітники поліції.                                                         |
| 23 жовтня 2019    | Росія, Олонець              | Ведмідь         | Під час вистави ведмідь напав на дресирувальника. Адміністрація цирку звинуватила в цьому глядачів, що використовували спалахи на телефонах. Тварину зупинили за допомогою електрошокера. |
| 1 жовтня 2020     | Росія, Реутов               | Ведмідь         | Перебуваючи поза сценою, ведмідь стягнув з себе намордник, притиснув до себе лапою 10-річного сина дресирувальника та вкусив хлопчика за голову. Відганяючи тварину дресирувальник отримав пошкодження рук.                                                                                     |
| 5 жовтня 2020     | Росія, Москва               | Ведмідь         | В цирку на проспекті Вернадського тварина роздерла циркового співробітника, що зайшов до її вольєру. Чоловіка встигли довезти до лікарні, однак врятувати його не вдалося. |
| 22 травня 2021    | Росія, Мошково              | Левиця          | Левиця напала на дресирувальника під час вистави пересувного цирку-шапіто. Чоловік отримав рвані рани кінцівок, у однієї з глядачок стався приступ епілепсії. Левицю відсторонили від роботи.                                                                                                   |
| 17 липня 2021     | Росія, Березовський         | Ведмідь         | Під час виконання трюка ведмідь напав на дресирувальницю, а згодом і на її асистента. Чоловік та жінка не отримали особливих ушкоджень. За словами представників цирку, причиною агресивної поведінки став гон.                                                                                 |
| 11 жовтня 2021    | Росія, Нижній Тагіл         | Шимпанзе        | Під час вистави мавпа втікла до глядацького залу та напала на 5-річного хлопчика, пошкодивши йому ногу. За словами глядачів, тварини не хотіли виступати та виконувати трюки, які їх змушував робити дресирувальник.                                                                            |
| 16 жовтня 2021    | Росія, Орел                 | Ведмідь         | Під час підготовки до виконання номера ведмідь напав на асистентку дресирувальника. Місцеве видання повідомило, що жінка була вагітна і після нападу її забрала машина швидкої допомоги. |